# Hakasija
Hakasija (uradno Republika Hakasija, rusko Хака́сия, Респу́блика Хака́сия, hakaško Хакас Республиказы, Hakas Respublikazi) je avtonomna republika Ruske federacije v Sibirskem federalnem okrožju. Meji na Kemerovsko oblast, Krasnojarski okraj ter na republiki Tuvo in Altaj. Ustanovljena je bila 20. oktobra 1930.